# Eudarcia forsteri
Eudarcia forsteri is een vlinder uit de familie van de Meessiidae. Deze soort is voor het eerst wetenschappelijk beschreven als Obesoceras forsteri door Günther Petersen in een publicatie uit 1964.
De soort komt voor in Noord-Macedonië, Bulgarije, Griekenland en Turkije.